# Alfred Eisenstaedt

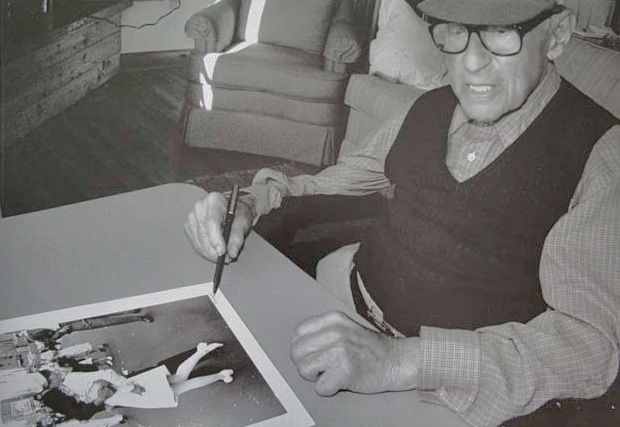
Alfred Eisenstaedt

Alfred Eisenstaedt (ur. 6 grudnia 1898 w Tczewie, zm. 24 sierpnia 1995) – niemiecki i amerykański fotograf, ojciec „fotożurnalizmu”. Był pionierem fotografii reportażowej.

## Życiorys
Urodził się w Tczewie (wówczas Prusy Zachodnie). W 1906 roku rodzina Eisenstaedta (rodzice Alfreda wraz z trzema synami) opuściła Tczew i przeprowadziła się do Berlina.
Od młodości fascynował się fotografią. Pierwszy aparat firmy Kodak otrzymał od swojego wujka. Jego kariera szybko się rozwijała. W roku 1931 uzyskał nagrodę agencji „Associated Press”. Rosnący w siłę narodowy socjalizm w Niemczech stał się przyczyną emigracji Eisenstaedta. W 1935 r. wyemigrował do Stanów Zjednoczonych, gdzie mieszkał aż do śmierci.
Wykonywał fotografie Mediolanu, Florencji, Wenecji, Paryża i Londynu. Fotografował znane postacie polityki i kultury m.in.: Marlene Dietrich, Sophię Loren czy Marilyn Monroe, Ernesta Hemingwaya, Alberta Einsteina, a także W. Churchilla, J.F. Kennedy’ego czy F.D. Roosevelta. Wykonywał także fotograficzne reportaże historyczne.
W latach 1936–1972 pracował jako fotograf dla magazynu Life. Był autorem 92 okładek tego magazynu i 2500 ilustracji. Najsłynniejsze zdjęcie Eisenstaedta to V-J Day in Times Square – para całująca się na wieść o poddaniu się Japonii i zakończeniu II wojny światowej – marynarz i pielęgniarka na Times Square w Nowym Jorku, 14 sierpnia 1945 roku, znanym jako Victory over Japan Day (V-J Day).
Zmarł w wieku 97 lat w swoim domu na ulubionej wyspie Martha’s Vineyard, gdzie od 50 lat spędzał lato.
W Tczewie upamiętniono Alfreda Eisenstaedta w trakcie sesji historycznej pt. „Śladami nieznanych postaci Tczewa i okolic” w dniu 26 czerwca 2009 roku. Referat na temat słynnego fotografa wygłosiła Ewa Żywiecka. Organizatorzy sesji – Oddział Kociewski Zrzeszenia Kaszubsko-Pomorskiego w Tczewie – przygotowują publikację materiałów z sesji, zawierającą obszerny biogram Alfreda Eisenstaedta. W Tczewie znajduje się również mural, na którym widnieje słynne zdjęcie fotografa.